# Boris Pasternak

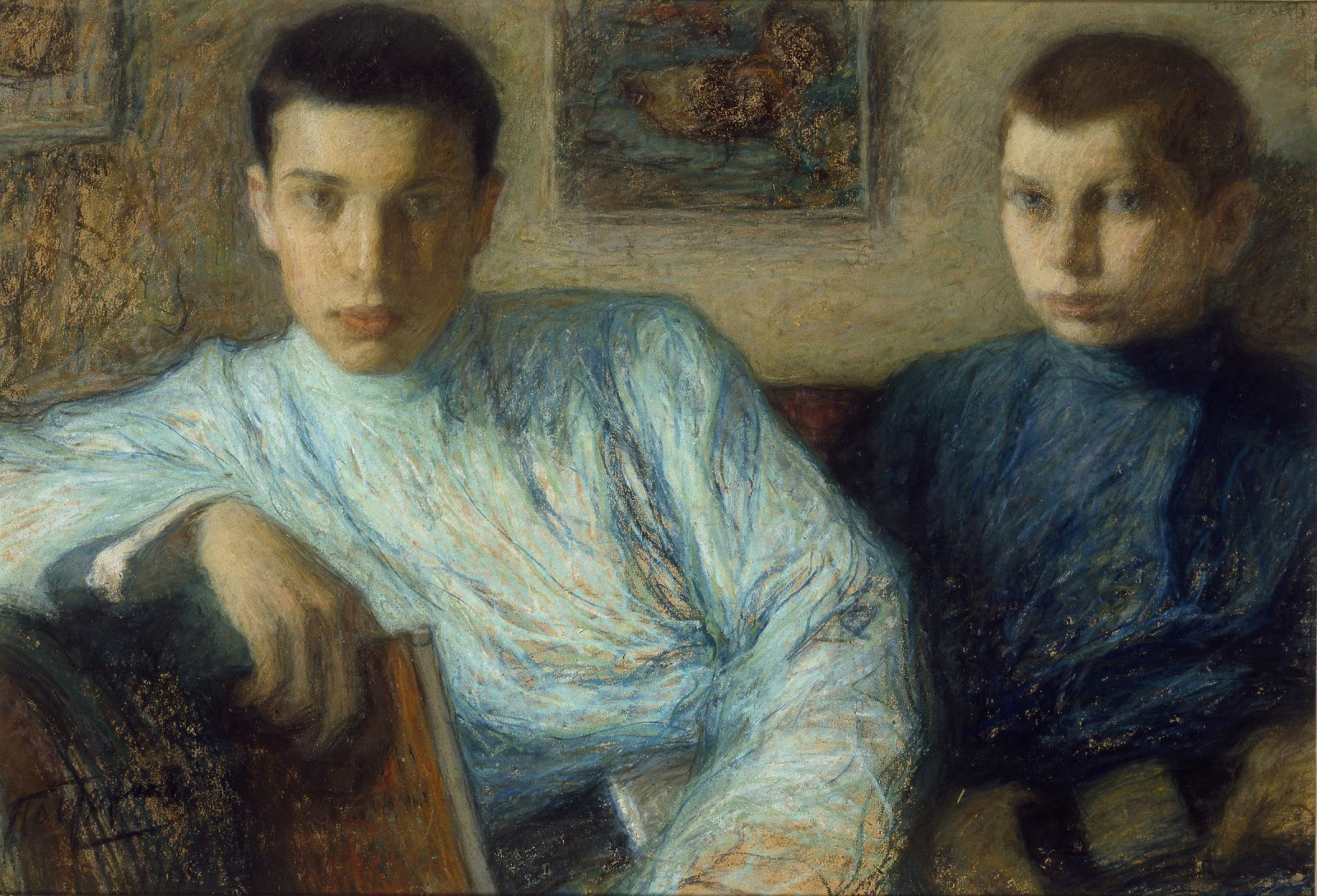
Boris Pasternak och hans bror Alex.

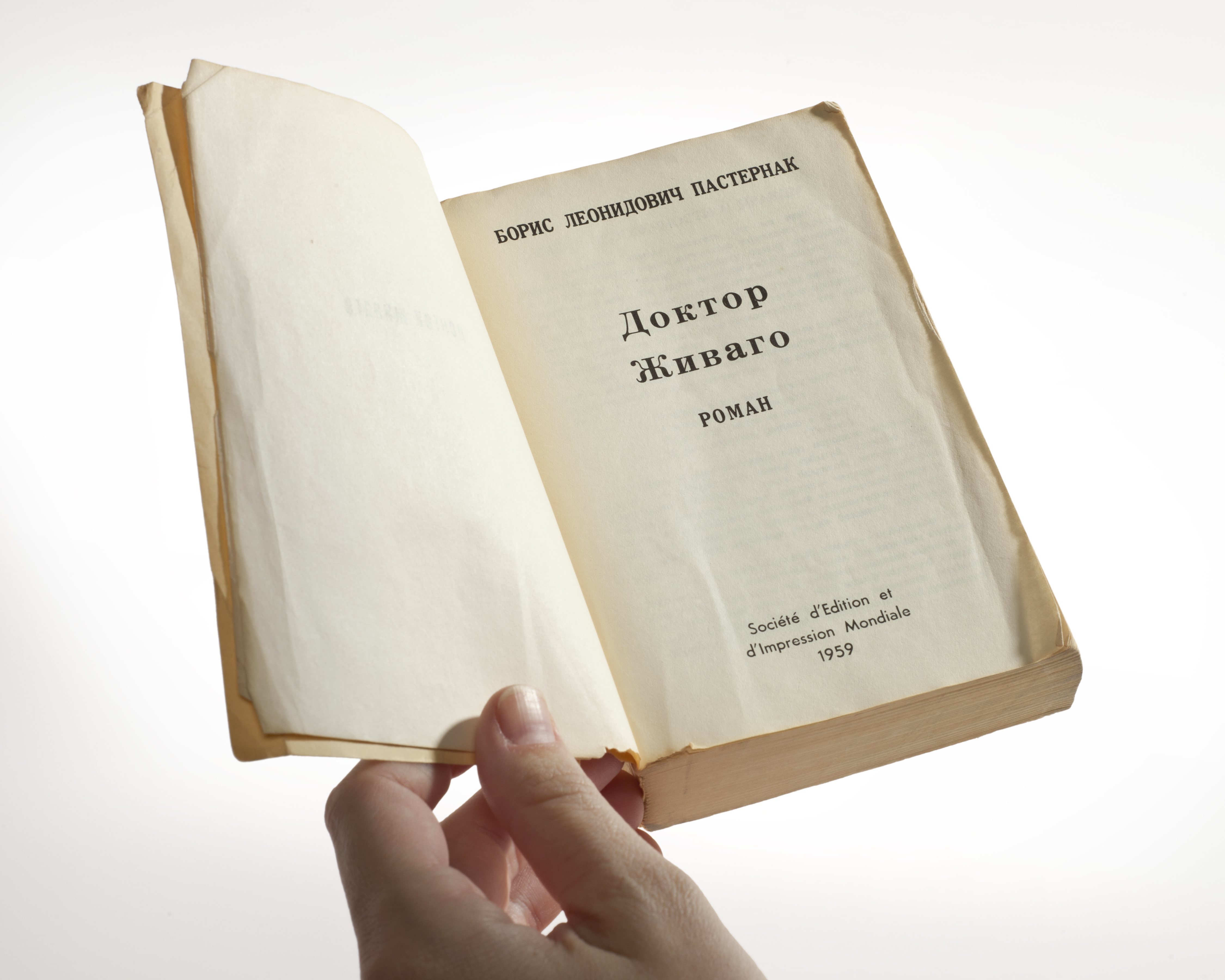
Första utgåvan av Doktor Zjivago på ryska, publicerad av CIA 1959.

Boris Leonidovitj Pasternak (ryska: Бори́с Леони́дович Пастерна́к), född 10 februari 1890 i Moskva, Ryssland, död 30 maj 1960 i Peredelkino nära Moskva, Ryssland, var en rysk poet, författare och litterär översättare. Hans roman Doktor Zjivago (1957) ledde till Nobelpriset i litteratur 1958, vilket han på grund av politiskt förtryck i Sovjetunionen tvingades avböja.

## Biografi

### Uppväxt
Boris Pasternak föddes i Moskva den 10 februari 1890 i en judisk familj. Hans far Leonid Pasternak var konstnär och professor vid Moskvaskolan för måleri, skulptur och arkitektur och hans mor Rosa Kaufman var konsertpianist och dotter till målaren Isidor Kaufman.
Inspirerad av sin granne, Aleksandr Skrjabin, bestämde sig Pasternak för att bli kompositör och inträdde i Moskvas konservatorium. År 1910 lämnade han plötsligt konservatoriet för att börja studera hos de nykantianska filosoferna Hermann Cohen och Nicolai Hartmann vid Philipps-Universität Marburg. Trots att han inbjöds att bli forskare på universitetet, bestämde han sig för att filosofi inte var ett yrke och flyttade tillbaka till Moskva 1914. Hans första diktsamling, influerad av Alexander Blok och de ryska futuristerna, publicerades senare samma år. 
Pasternaks tidiga poesi består av tydliga allitterationer och alluderar sinnrikt på hans favoritpoeter som Rilke, Lermontov. 
Under första världskriget arbetade han vid en kemifabrik i Vsevolodovo-Vilve nära Perm, vilket gav inspiration till Dr. Zjivago många år senare. I motsats till många av hans släkt och vänner, lämnade inte Pasternak Ryssland efter revolutionen. Istället fascinerades han av de nya idéerna och möjligheterna som revolutionen förde med sig.

### Tidigt författande
Pasternak tillbringade sommaren 1917 i närheten av Saratov, där han blev kär. Den passion han kände resulterade i samlingen Livet, min syster (ryska: "Sestra moja zjizn'"). Denna samling ansågs vara nyskapande och gjorde att Pasternaks stil blev till ett föredöme för många yngre poeter. 
Efter Livet, min syster utgav Pasternak flera diktsamlingar. Författare som Vladimir Majakovskij, Andrej Belyj och Vladimir Nabokov hyllade Pasternaks verk. Under sent 1920-tal brevväxlade han med Rainer Maria Rilke och Marina Tsvetajeva.
Under slutet av 1920-talet insåg Pasternak att hans modernistiska stil stod i bjärt kontrast mot vad den socialistiska realismen lärde. Han försökte göra sin poesi mera förståelig för massorna genom att omarbeta sina tidigare verk och skrev två långa dikter om ryska revolutionen. Han skrev också prosa och flera självbiografiska berättelser.

### Stil och senare författarskap
I anslutning till både symbolismen och futurismen utvecklade Pasternak ett starkt personligt, bildmättat poetiskt språk och en kosmisk livskänsla, men på 1930-talet orienterade sig Pasternak (som var en revolutionär idealist utan partibindning) mot en mera socialt förankrad poesi.
På 1950-talet tog han sedan avstånd från tidigare stilgrepp såsom alltför estetiserande och strävade istället efter en klassiskt ren form, som fick sitt främsta uttryck i romanen Doktor Zjivago. Romanen avvisades i Sovjetunionen.

## Litterär översättning
Litterära översättningar var Boris Pasternaks huvudsakliga inkomst. Han översatte flera dramer av William Shakespeare till ryska: Romeo och Julia, Antonius och Cleopatra, Othello, Henrik IV, Hamlet, Macbeth och Kung Lear. Andra översatta författare och poeter inkluderar Johann Wolfgang von Goethe, Paul Verlaine, Rainer Maria Rilke, Ben Jonson, Friedrich Schiller, Heinrich von Kleist, Sándor Petőfi, Algernon Swinburne och Percy Bysshe Shelley.

## Nobelpriset i litteratur
Boris Pasternak tilldelades nobelpriset i litteratur 1958 ”för hans betydande insats såväl inom den samtida lyriken som på den stora ryska berättartraditionens område”. När Svenska akademien lyfte på den 50-åriga sekretessen för beslutet stod det klart att han utsågs framför allt för sin roman Doktor Zjivago.
I Sovjetunionen utsattes han för häftig kritik och tvingades avböja priset. Ungkommunistledaren Vladimir Semitjastnyj attackerade i närvaro av Sovjets dåvarande ledare Nikita Chrusjtjov på Komsomolkongressen 1958 den då nyutnämnde Nobelpristagaren Boris Pasternak: ”Den här mannen spottade i folkets ansikte. Det går inte att jämföra Pasternak med en gris, för en gris äter aldrig där han skiter.”
Vid hundraårsdagen för sin födelse 1990 kanoniserades Pasternak med gala på Bolsjoj-teatern i närvaro av politbyrån, KGB-chef, utgivning av böcker, utställningar.  Numer erkänner man officiellt hans Nobelpris och har posthumt upptagits i det sovjetiska författarförbundet. 

## Övriga utmärkelser
Asteroiden 3508 Pasternak är uppkallad efter honom.

## Böcker översatta till svenska
- Ljuvers barndom, 1958, översättning: Torsten Blomkvist
- Dikter, i urval av Bo Setterlind, 1958
- Försök till självbiografi, 1958, översättning: Sven Vallmark
- Doktor Zjivago, 1958, reviderad översättning 1960, översättning: Sven Vallmark (dikterna översatta av Ralf Parland och Leo Lindeberg)
- En berättelse, 1958, översättning: Magda Lagerman
- Lejdebrev, 1959, översättning: Olov Jonason och Sven Vallmark
- Ryska noveller, (illustrerad av Bo Mossberg), 1960, översättning: Hans Björkegren och Victor Bohm
- Brev till georgiska vänner, 1968, översättning: Sven Vallmark
- Livet, min syster, 1977 (rysk och svensk parallelltext), översättning: Hans Björkegren
- Dikter, 2008